# Израиль на «Евровидении-2010»
Израиль на «Евровидение 2010» в Осло с песней «Мили́м» («Слова»), написанной Томером Хадади и Ноамом Хоревым, представлял призёр 2-го сезона шоу «Кохав нолад» Харель Скаат.

## Предыдущие выступления
До конкурса 2010 года Израиль участвовал в «Евровидении» тридцать два раза (с 1973 года). Израиль выигрывал конкурс трижды:
- в 1978 году с песней А-Ба-Ни-Би в исполнении Изхара Коэна и группы Alphabeta
- в 1979 году с песней «Аллилуйя» в исполнении певицы Гали Атари и группы Milk and Honey
- в 1998 году с песней «Дива» в исполнении Даны Интернэшнл.

## Предварительный отбор
В декабре 2009 года Израильским управлением телерадиовещания было объявлено о выборе Хареля Скаата для представления Израиля на конкурсе песни «Евровидение».
Песня ивр. מילים‎ (Мили́м, «Слова») была выбрана из четырёх претендентов на предварительном отборе на Евровидение, который транслировался на 2 канале 15 марта 2010 года.

## Прогнозы выступления
Интернет-проект «Евровидение-Казахстан», оценивавший песни-участницы Евровидения-2010, включил Хареля Скаата в число фаворитов конкурса: в тот год на конкурсе было представлено достаточно много баллад. Автор сайта Андрей Михеев предсказал выход Скаата в финал, несмотря на его относительно небольшой опыт выступлений. Он выставил следующие оценки песне по 10-балльной шкале:

- Музыка: Очень напоминает советские песни Таривердиева. Не хватает немного пафосности в аранжировке, пока она довольно поверхностна. 8/10
- Текст: А вот текст напоминает «Память» Игоря Талькова. 10/10
- Вокал: Самое слабое место в песне — это певец. Хотелось бы кого-то повзрослее и поопытнее. 7/10
- Итог: Финалист. Баллад много. 8/10

Председатель российского фан-клуба OGAE Антон Кулаков назвал Скаата одним из трёх фаворитов конкурса вместе с Евой Рибас от Армении и Сафурой Ализаде от Азербайджана, выставив песне следующие оценки:

- Музыка: Гениальная израильская баллада, воскрешающая в памяти Шири и «Лахокат Ширу». 10
- Текст: В сущности, сей текст о человеке, находящемся на грани самоубийства. И по сути является обратным ответом азербайджанскому. 10
- Вокал: Как сказал Энди – «сладкоголосый мальчик». Только голос у него великолепный, трогающий душу и вызывающий слезы. 10
- Итог: Даже с третьим номером обязан выходить в финал и там бороться с Арменией и Азербайджаном за победу. 10

## Евровидение

### Полуфинал (второй)
Израиль участвовал во втором полуфинале, который состоялся 27 мая 2010 года, и прошёл в финал. Харелю Скаату выпал третий номер при жеребьёвке. Он набрал 71 очко и занял 8 место. Основной упор в исполнении песни был сделан на вокал, а не на оформление сцены.
| Баллы, полученные Израилем (2 полуфинал) | Баллы, полученные Израилем (2 полуфинал) | Баллы, полученные Израилем (2 полуфинал) | Баллы, полученные Израилем (2 полуфинал) | Баллы, полученные Израилем (2 полуфинал) | Баллы, полученные Израилем (2 полуфинал) | Баллы, полученные Израилем (2 полуфинал) | Баллы, полученные Израилем (2 полуфинал) |
| 12 баллов                                | 8 баллов                                 | 7 баллов                                 | 6 баллов                                 | 5 баллов                                 | 4 балла                                  | 3 балла                                  | 1 балл                                   |
| ---------------------------------------- | ---------------------------------------- | ---------------------------------------- | ---------------------------------------- | ---------------------------------------- | ---------------------------------------- | ---------------------------------------- | ---------------------------------------- |
| - Нидерланды                             | - Армения - Швеция                       | - Азербайджан - Норвегия                 | - Украина                                | - Грузия - Словения - Великобритания     | - Кипр                                   | - Румыния                                | - Болгария                               |

### Финал
В финале представитель Израиля выступал 24-м по очереди, после Португалии и перед Данией. Харель Саат получил 71 балл и занял 14-е место из 25.
| Баллы, полученные Израилем в финале) | Баллы, полученные Израилем в финале) | Баллы, полученные Израилем в финале) | Баллы, полученные Израилем в финале) | Баллы, полученные Израилем в финале) | Баллы, полученные Израилем в финале) | Баллы, полученные Израилем в финале) | Баллы, полученные Израилем в финале)       |
| 10 баллов                            | 8 баллов                             | 6 баллов                             | 5 баллов                             | 4 баллов                             | 3 балла                              | 2 балла                              | 1 балл                                     |
| ------------------------------------ | ------------------------------------ | ------------------------------------ | ------------------------------------ | ------------------------------------ | ------------------------------------ | ------------------------------------ | ------------------------------------------ |
| - Финляндия - Нидерланды             | - Беларусь - Словения                | - Словакия                           | - Азербайджан - Норвегия             | - Албания - Грузия                   | - Украина - Великобритания           | - Кипр                               | - Босния и Герцеговина - Франция - Молдова |